# Glechoma
Glechoma és un gènere d'angiospermes que pertany a la família de les lamiàcies. Conté 8 espècies acceptades, de distribució euroasiàtica, de les quals una, Glechoma hederacea (l'heura de terra), és autòctona de Catalunya.

## Característiques
Plantes perennes i herbàcies. Les tiges tenen capacitat arrelant en els nusos, formant estolons i extenses mates de fulles dentades, arrodonides o ovals, suaument peludes. Les flors són tubulars i axil·lars, florint de finals d'hivern a l'estiu. El seu fruit és una núcula el·lipsoide. El gènere està estretament relacionat amb Nepeta, Stachys o Prunella. Les espècies de Glechoma són aliment per a les larves d'algunes espècies de lepidòpters, incloent Coleophora albitarsella.

## Taxonomia
Espècies acceptades:
- Glechoma biondiana
- Glechoma grandis
- Glechoma hederacea
- Glechoma hirsuta
- Glechoma longituba
- Glechoma x pannonica
- Glechoma sardoa
- Glechoma sinograndis

## Galeria

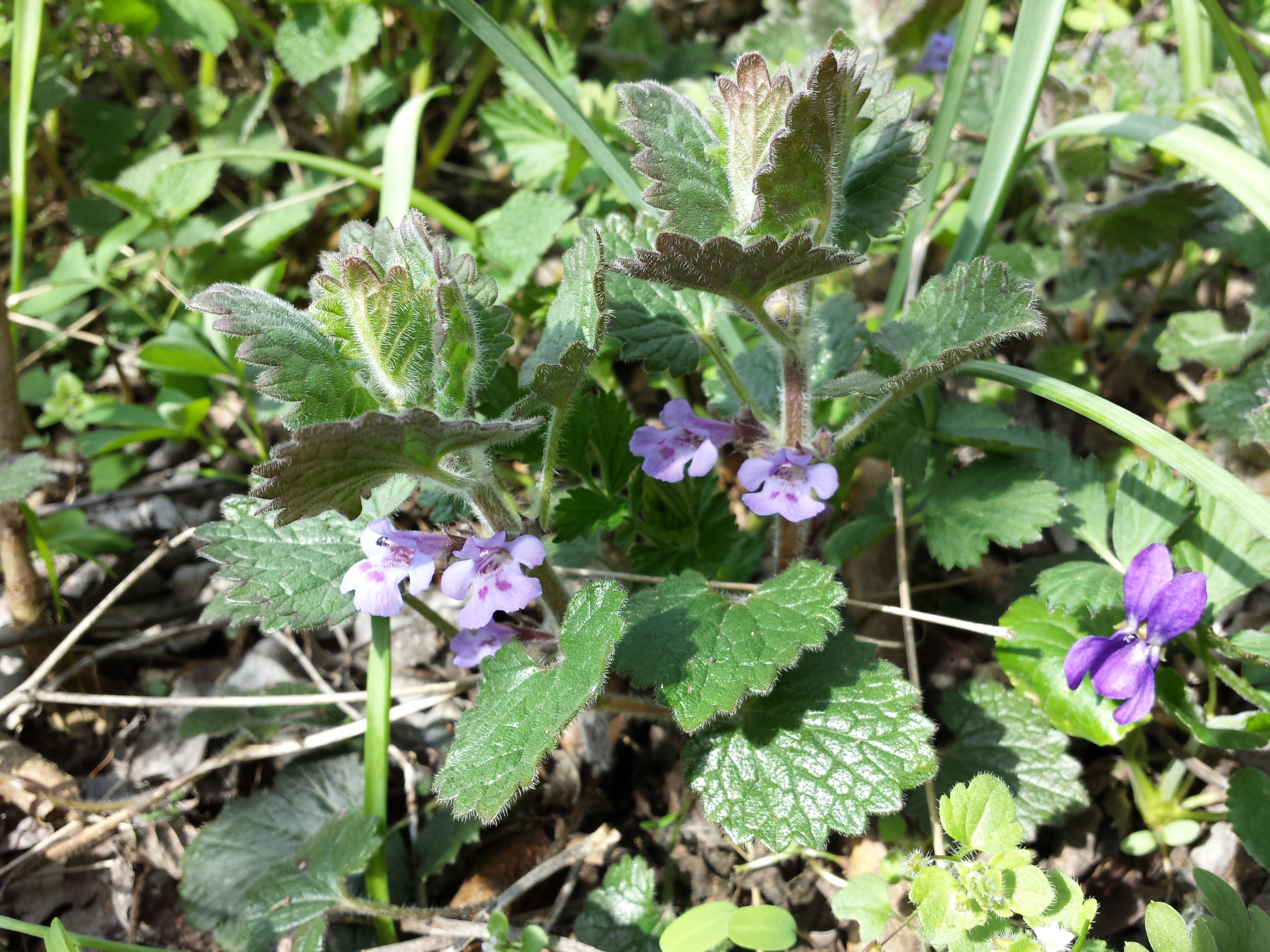
Glechoma hirsuta
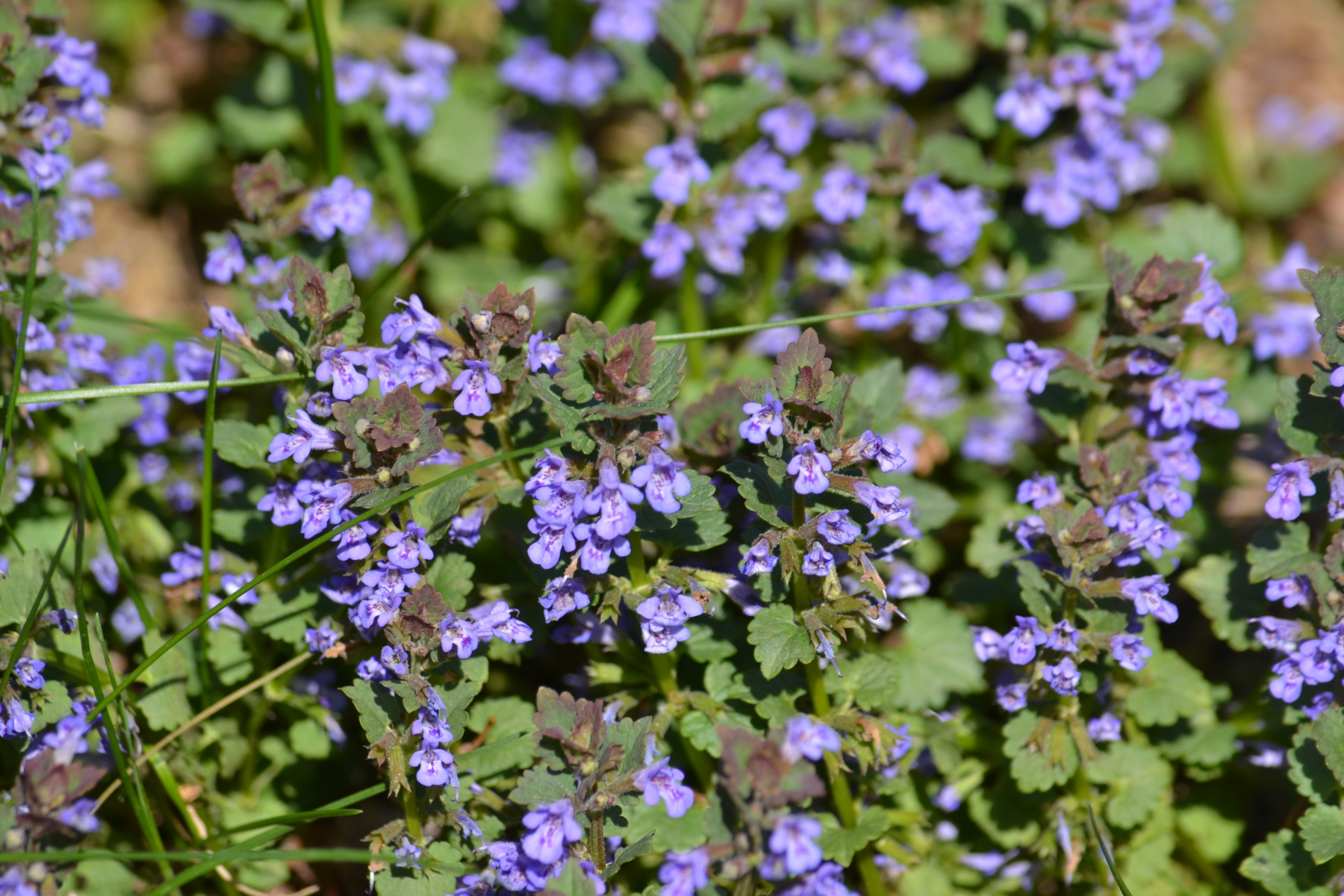
Glechoma hederacea